# Bogenhausener Friedhof
O Bogenhausener Friedhof, oficialmente denominado Friedhof Bogenhausen ou Friedhof St. Georg, é um cemitério na Igreja Saint-Georges de Bogenhausen, um bairro de Munique.
O pequeno cemitério desenvolveu-se desde a metade do século XX como um local de escolha pra sepultamentos de artistas proeminentes, sendo considerado uma imagem espelhada de Munique e da história cultural e intelectual alemã. Os 208 locais de sepulturas disponíveis estão sujeitos a condições especiais para a aquisição de sepulturas.

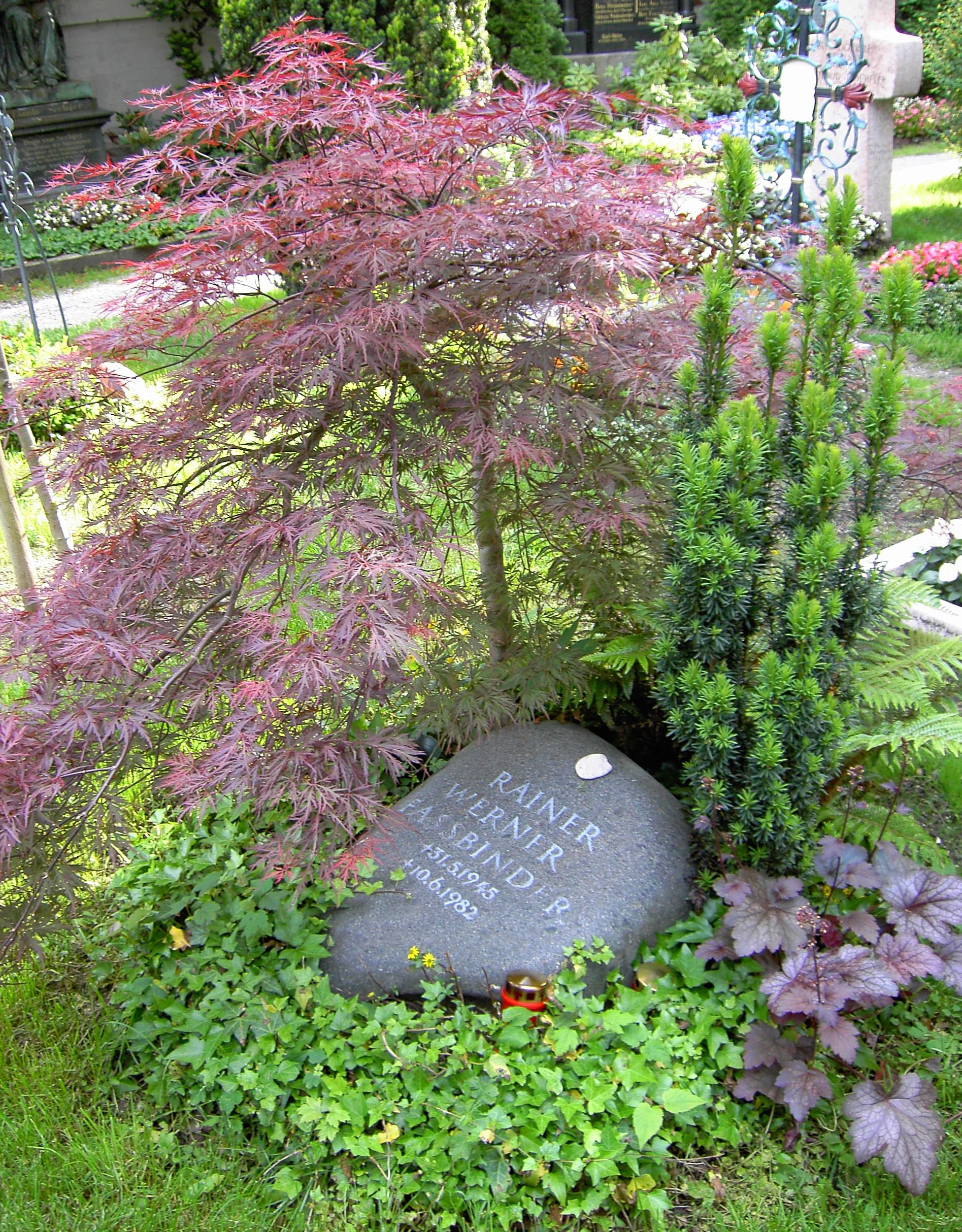
Sepultura de Rainer Werner Fassbinder em Bogenhausen

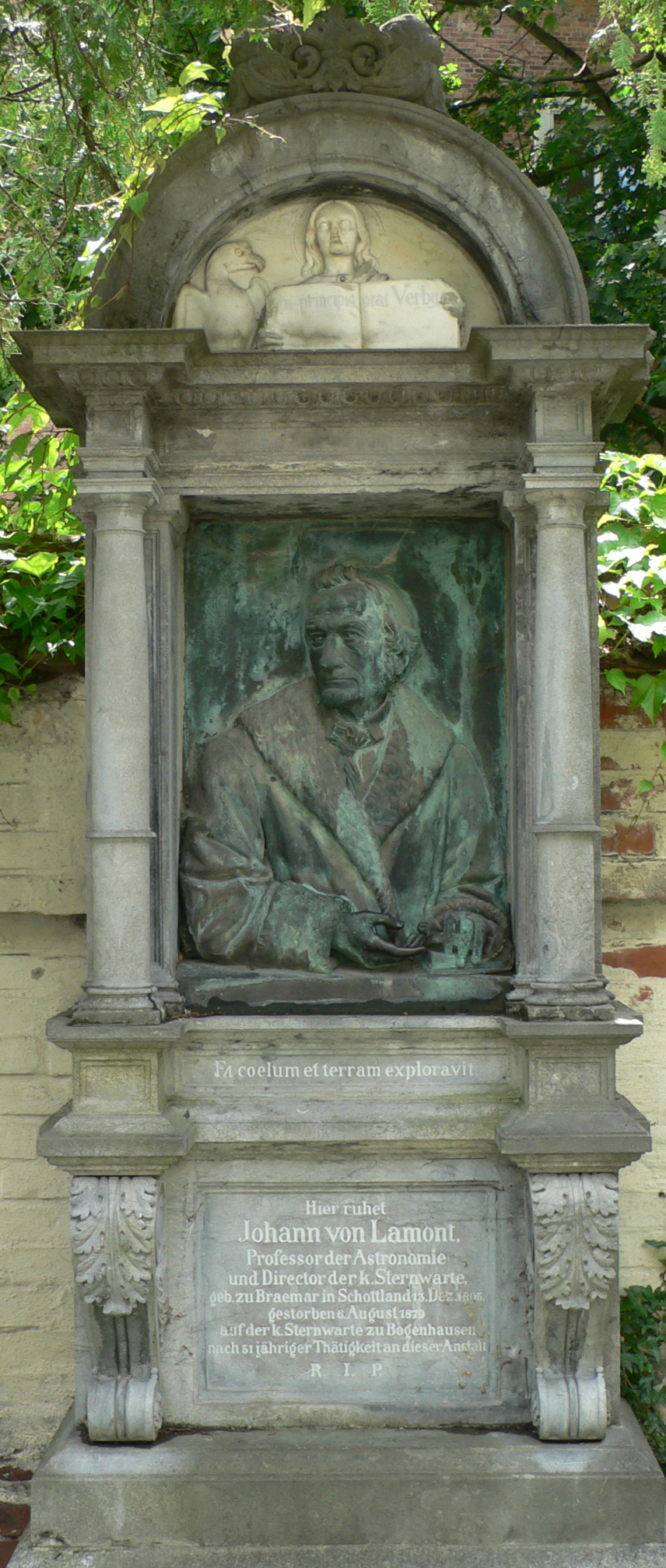
Sepultura de Johann von Lamont em Bogenhausen

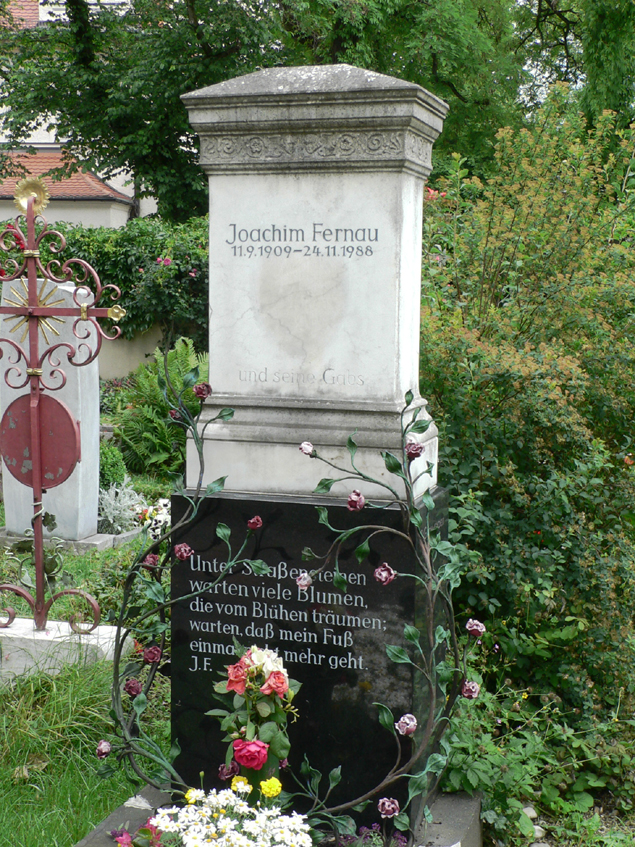
Sepultura de Joachim Fernau em Bogenhausen

## História
O cemitério foi provavelmente instalado no século IX e serviu como local de sepultamento das antigas famílias de Bogenhausen. Em 1892 Bogenhausen foi incorporada em Munique, mas o antigo cemitério da vila foi assumido pela cidade de Munique somente em 1902. Em 1952 foi completamente redesenhado.

## Personalidades
- Rolf Boysen, ator
- Joseph Breitbach, escritor
- Gerd Brüdern, diretor e ator
- Helmut Dietl, diretor
- Max Dietl, empresário da moda
- Friedrich Domin, ator
- Tankred Dorst, dramaturgo
- Bernd Eichinger, Produtor cinematográfico
- Rainer Werner Fassbinder, diretor
- Joachim Fernau, escritor
- Helmut Fischer, ator
- Oskar Maria Graf, escritor
- Robert Graf, ator
- Ernst Hanfstaengl, porta-voz do NSDAP
- Wilhelm Hausenstein, publicista
- Margot Hielscher, atriz
- Gisela Hoeter, atriz
- Ernst Hürlimann, arquiteto e caricaturista
- Erich Kästner, escritor
- Liesl Karlstadt (Elisabeth Wellano), atriz
- Alexander Kerst, ator
- Hans Knappertsbusch, dirigente
- Annette Kolb, escritora
- Werner Kreindl, ator
- Johann von Lamont, astrônomo e diretor da Bogenhausener Sternwarte
- Hans Lietzau, diretor
- Hansjakob Lill, arquiteto
- Siegfried Lowitz, ator
- Monti Lüftner, produtor musical
- Peter de Mendelssohn, escritor
- Oskar Perron, matemático
- Emil Preetorius, projetista cênico
- Hermann Proebst, jornalista
- Benno Romeis, anatomista
- Karl Romeis, escultor
- Karl Friedrich Roth, retratista pictórico
- Josef Schörghuber, empresário
- Hans Schweikart, diretore ator
- Walter Sedlmayr, ator
- Josef Selmayr, prefeito
- Johann Georg von Soldner, astrônomo
- Peter Vogel, ator
- Rudolf Vogel, ator
- Gustl Waldau (Gustav Theodore Clemens Robert Freiherr von Rummel), ator
- Carl Wery, ator
- Hans Wimmer, escultor